# Airborne Wingman Laser Designation

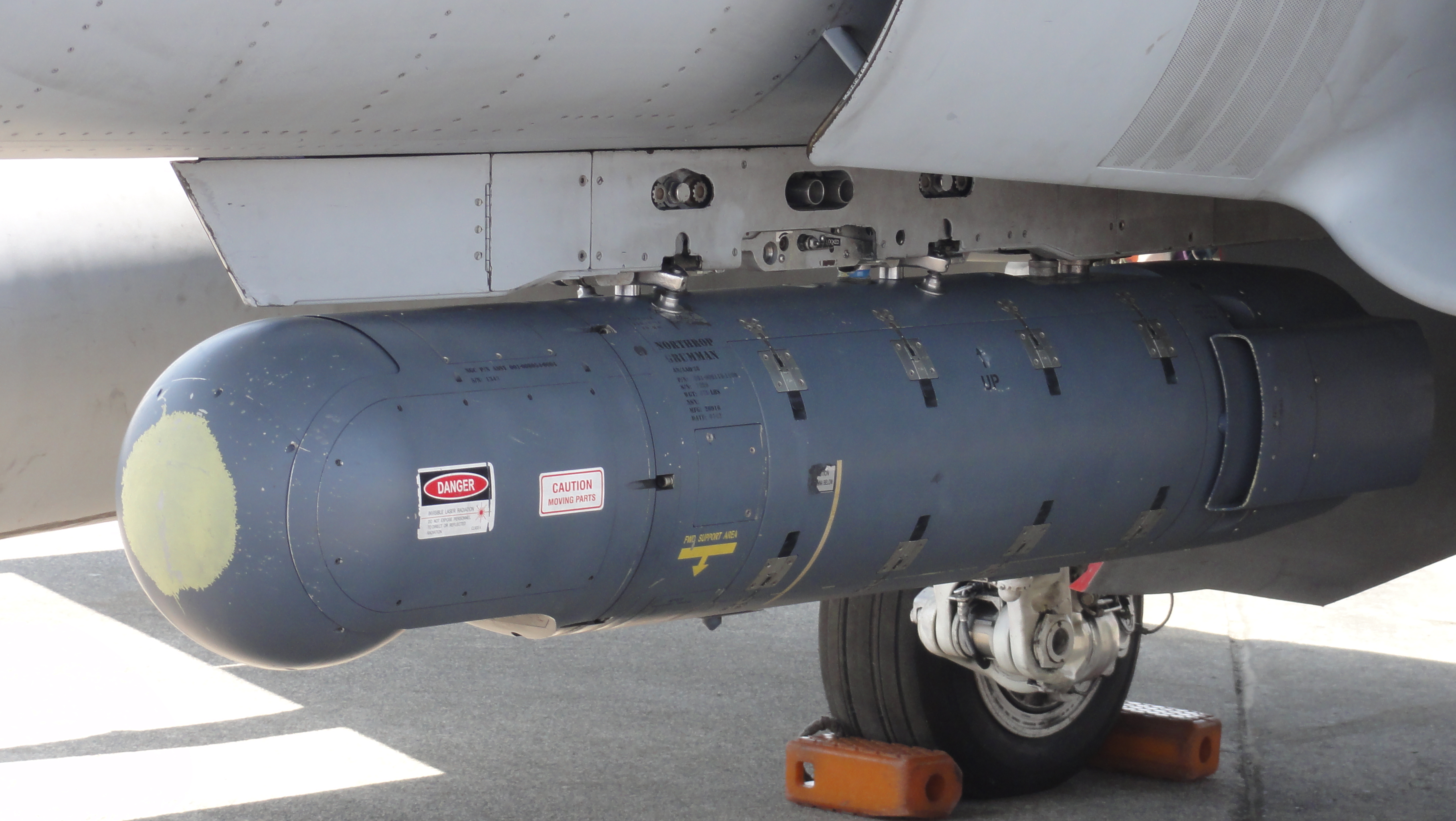
Ein Litening - Zielbehälter

Der Begriff Airborne Wingman Laser Designation (auch: Buddy Lasing) bezeichnet ein Angriffsverfahren, bei dem eine lasergelenkte Waffe nicht direkt vom abwerfenden Flugzeug, sondern von einem anderen Hubschrauber oder Flugzeug ins Ziel gelenkt wird. Das Verfahren erfordert eine exakte Zusammenarbeit zwischen den am Angriff beteiligten Flugzeugen.

## Vorgehensweise
Um eine lasergelenkte Waffe zum Ziel zu lenken, ist es erforderlich, das Ziel mit einem Laserstrahl zu „markieren“ (Zielbeleuchtung). Hierbei wird normalerweise ein Laserstrahl vom Angreifer auf das Ziel gerichtet und dann eine Waffe abgeworfen oder abgeschossen. Die Waffe lenkt sich dann selbstständig auf das reflektierte Laserlicht am Zielpunkt und erreicht damit eine sehr hohe Treffergenauigkeit. Der Nachteil dieses Verfahrens ist jedoch, dass das angreifende Flugzeug das Ziel vom Abwurf bis zum Einschlag der Waffe in der Zielerfassung halten muss, ohne die Möglichkeit zu haben, defensive Manöver oder einen weiteren Angriff zu fliegen.
Sollte es die taktische Situation erfordern, kann deshalb das Buddy-Lasing-Verfahren eingesetzt werden. Hierbei wird die Markierung des Ziels entweder von einem Kampfhubschrauber, zum Beispiel dem AH-64 Apache aus einer Deckung heraus, oder von einem Flügelmann des angreifenden Flugzeugs vorgenommen. Auch die Markierung durch eine Drohne ist denkbar. Für den Angreifer entfällt damit die Notwendigkeit, nach dem Abwurf/Abschuss das Ziel erfasst zu halten, und er kann frei manövrieren, während die Waffe den Laserpunkt ansteuert. Auch eröffnet sich dadurch die Möglichkeit, lasergelenkte Waffen von Flugzeugen abzuwerfen, die sonst keine Möglichkeit haben, diese ins Ziel zu lenken. Da ein Angriff nach dem Buddy-Lasing-Verfahren hohe Ansprüche an die Angreifer stellt, unter anderem beim Timing, der Kommunikation und der räumlichen Verteilung der Angreifer, gilt das Verfahren als schwierig und kompliziert.
Eine weitere Schwierigkeit liegt darin, dass eine Waffe sich irrtümlicherweise auf einen falschen Laserstrahl aufschalten kann. Dies kann sowohl der Fall sein, wenn eine Waffe aus einem direkten Angriff sich auf den Laserpunkt eines Buddy-Lasing-Angriffs aufschaltet, oder wenn die Waffe Reflexionen oder den Ausgangspunkt des Laserstrahls ansteuert. Aus diesem Grund werden für jeden Angriff Grenzparameter erarbeitet, außerhalb deren die Waffe nicht abgeworfen oder abgefeuert werden darf.